# Pieter van Vertaing
Pieter [de Bousies]  van Vertaing (Pierre de Bousies, jonker Peter van Veertheyn), (ca. 1435 - Heerewaarden 1479), heer van Heeswijk, Dinther, Asten en Moergestel, was een kleinzoon van ridder Henrick van der Lecke uit het geslacht Van Polanen van der Leck. Hij was hoofdschout van 's-Hertogenbosch vanaf 1471.

## Voorgeslacht
Hendrik van de Leck was gehuwd met:
1. Jeanne de Ghistelles (Johanna van Gistel)
2. Aleid van Stalle, vrouwe van Rivieren en Stalle, weduwe van Arnoud Thomas Arnoud ridder van Diest (Arnold van Diest, circa 1345-1410).[2]

Uit het eerste huwelijk kreeg Hendrik twee dochters:
- Johanna (Jenne) van der Lecke, vrouwe van Heeswijk, Dinter en Moergestel, geboren rond 1400, overleden 1471. Johanna van der Leck trouwde rond 1420 met Jan V van Cuijk, heer van Hoogstraten en Asten (1360-1442).[4] Uit dit huwelijk zijn geen kinderen bekend.

Johanna's echtgenoot Jan V van Cuijk was van 1371-1380 heer van de heerlijkheid Asten, die hij in 1380 verkocht. In 1432 kocht Johanna van der Leck haar terug, maar droeg haar over aan Gerard Gerardsz. van der Aa, die er tot 1457 zetelde. Diens zoons verkochten haar in dat jaar aan Johanna van der Leck. Van dan af tot haar dood in 1471 was Johanna vrouwe van Heeswijk en Dinther, Moergestel en Asten. Zij vermaakte Asten en haar andere bezittingen in de Meierij aan haar neef Pieter van Vertaing, die tot 1476 eigenaar van Asten was.
- Elsbena (Elsebeen, Elselina) van der Lecke, overleed in 1484 als weduwe van de Kamerijkse edelman Eustache de Bousies (Bousiez), heer van Vertaing enz., met wie zij in 1446 was gehuwd.[6]

1. Hun zoon Eustachius de Bousies, ridder, werd heer van Vertaing
2. Hun zoon Pieter van Vertaing was in 1471 de algehele erfgenaam van zijn tante Johanna. Hij was reeds heer van Moergestel in 1461, als opvolger van Johanna (vrouwe aldaar vanaf 1428)

## Loopbaan
Pieter van Vertaing trouwde
1. met Joanna de Rouveroy (†1466).
Pieter werd in 1471 door Filips de Goede, hertog van Brabant, benoemd tot hoogschout van de stad en de Meierij van 's-Hertogenbosch.
Hij trouwde in 1472
2. met Margaretha van Culemborg (Margriet van Meer), vrouwe van Boxmeer, Sambeek, Stevensweert, enz.
(1450-1505), erfdochter van Johan van Culemborg (heer van Boxmeer van 1451-1472).
Pieter wordt zo in 1472 ook heer van Boxmeer.
- Pieter Vertaing sneuvelde in 1479 te Heerewaarden, in een gevecht tussen Brabanders en Geldersen, en Margriet bleef kinderloos achter. Pieter werd bijgezet in de Predikherenkerk te 's-Hertogenbosch (1296-1641), waar ook zijn tante Johanna begraven lag.[7]
- Margriet van Culemborg huwde later (1482) met Willem van Egmond (1450-1494), toen heer van Haps en Herpen. Deze Willem van Egmond was een neef van de hertog van Gelre. Hij was reeds in 1477 evenals zijn twee broers kamerheer in de hofhouding van Maximiliaan van Oostenrijk. Samen met zijn broer Frederik van Egmond (ca. 1440-1521) was hij heer van IJsselstein, Buren en het land van Cranendonck. Uit het huwelijk met Margaretha van Culemborg wordt Anne van Egmond geboren.

Margriet van Culemborg noemt zich in 1501 Vrowe tot Bockmer ind van Haeps. Haar dochter Anna, erfdochter van de overleden Willem van Egmond was nog minderjarig. Anne van Egmond huwde in 1506 met graaf Willem III van den Bergh.